# Olios obesulus
Olios obesulus is een spinnensoort uit de familie van de jachtkrabspinnen (Sparassidae).
De wetenschappelijke naam van de soort werd in 1901 als Sparassus obesulus gepubliceerd door Reginald Innes Pocock.